# Половецко-кыпчакские языки
Полове́цко-кыпча́кские языки — тюркская языковая группа, входящая в более крупную кыпчакскую языковую группу. Варианты названия: кыпчакско-половецкие,  огузско-кыпчакские, куманско-кыпчакские, кавказско-кыпчакские. Называются также западнокыпчакскими, но использование такого термина приводит к нежелательной омонимии, поскольку как западнокыпчакские определяются совместно рассматриваемые поволжско-кыпчакские, половецко-кыпчакские и ногайско-кыпчакские языки, противопоставляясь восточнокыпчакским южноалтайскому, ферганско-кыпчакскому и киргизскому.

## Состав
Из современных языков к половецко-кыпчакской группе относят:
- кумыкский язык;
- карачаево-балкарский язык;
- средний диалект крымскотатарского языка;
- урумский язык;
- караимский язык;
- крымчакский язык;
- мишарский диалект

Из вымерших языков к половецко-кыпчакской группе относят:
- мамлюкско-кыпчакский язык
- армя́но-кыпча́кский язык

## Происхождение
Все половецко-кыпчакские языки восходят к половецкому (куманскому) диалекту кыпчакского языка. Куманский язык характеризовался значительной степенью близости к огузским, что и предопределило наибольшую степень близости к огузским современных половецко-кыпчакских, особенно караимского и крымскотатарского.
Половецко-кыпчакские языки можно разделить на караимско-крымскотатарскую и кумыкско-карачаево-балкарскую подгруппы. Именно такого разделения придерживается О. А. Мудрак.

### Караимский и крымскотатарские языки
Особенностью подгруппы является восстановление под огузским влиянием в некоторых словах -ɣ- в соответствии с кыпчакским -w-: дагъ вместо тау 'гора'.
Внутри подгруппы выделяются следующие основные языки:
- караимский;
- средний крымскотатарский.

В караимском выделяются три диалекта: галичский, тракайский и караимско-крымский. В караимско-крымском диалекте совмещаются признаки караимского и крымскотатарского (во многом караимско-крымский может быть определен как этнолект крымскотатарского).
Средний крымскотатарский язык традиционно рассматривается в качестве диалекта крымскотатарского, несмотря на неоднородность крымскотатарского: степной крымскотатарский относится к кыпчакско-ногайской группе, а южный крымскотатарский относится к огузским.

#### Этнолекты крымскотатарского языка
Выделяются несколько этнолектов крымскотатарского:
- балканские крымско-татарские говоры — сохраняют различие кыпчакских и огузских диалектов, причем внутри кыпчакских также сохраняется противопоставление половецко-кыпчакских и кыпчакско-ногайских;
- крымчакский этнолект среднего крымскотатарского;
- урумский (не смешивать с цалкским урумским).

### Кумыкско-карачаево-балкарские языки
Особенностью подгруппы является отсутствие изафета в ряде случаев, например, в самоназваниях: къумукъ, къарачай, малкъар, тау тил вместо къумукъ, къарачай, малкъар, тау тили (в караимско-крымскотатарских изафет сохраняется).
Внутри подгруппы выделяются следующие языки:
- кумыкский;
- карачаево-балкарский;
- а также вымершие армяно-кыпчакский и мамлюкско-кыпчакский.

### Татарский язык
Татарский язык считается половецко-кыпчакским у исследователей (в частности  О. А. Мудрак), не признающих поволжско-кыпчакского единства, и сближающих его с крымскотатарским и караимским. Башкирский язык оказывается при такой трактовке ногайско-кыпчакским.